# Station Bielkowo
Station Bielkowo is een spoorwegstation in de Poolse plaats Bielkówko.